# Domony
Domony è un comune dell'Ungheria di 2.005 abitanti (dati 2001) situato nella contea di Pest, nell'Ungheria settentrionale.